# Nowy Kościół (stacja kolejowa)
Nowy Kościół − nieczynna stacja kolejowa w Nowym Kościele, w Polsce, w województwie dolnośląskim.

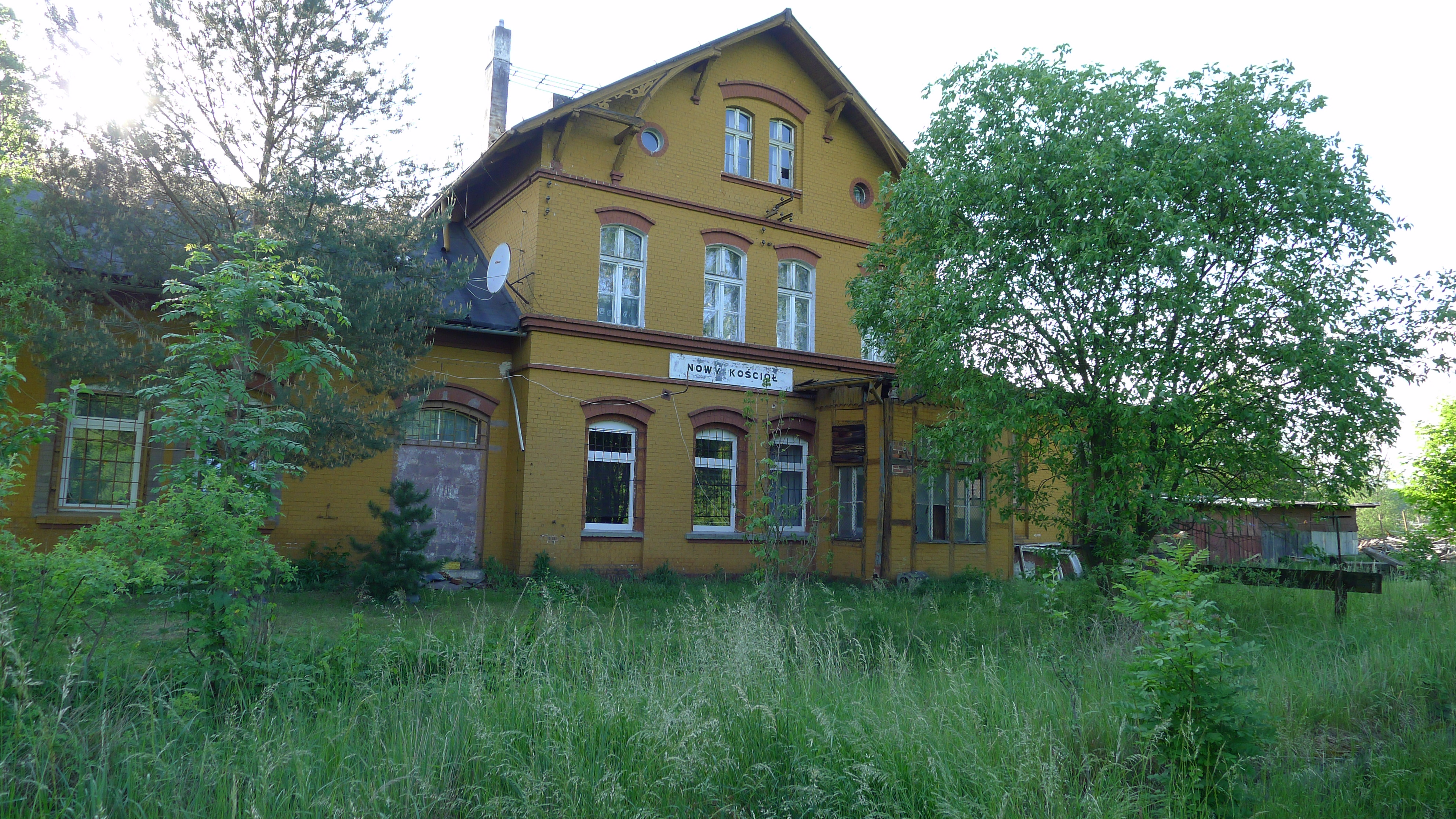
Stacja kolejowa Nowy Kościół – widok od strony peronów